# Delias themis
Delias themis är en fjärilsart som först beskrevs av William Chapman Hewitson 1861.  Delias themis ingår i släktet Delias och familjen vitfjärilar. Inga underarter finns listade i Catalogue of Life.

## Bildgalleri

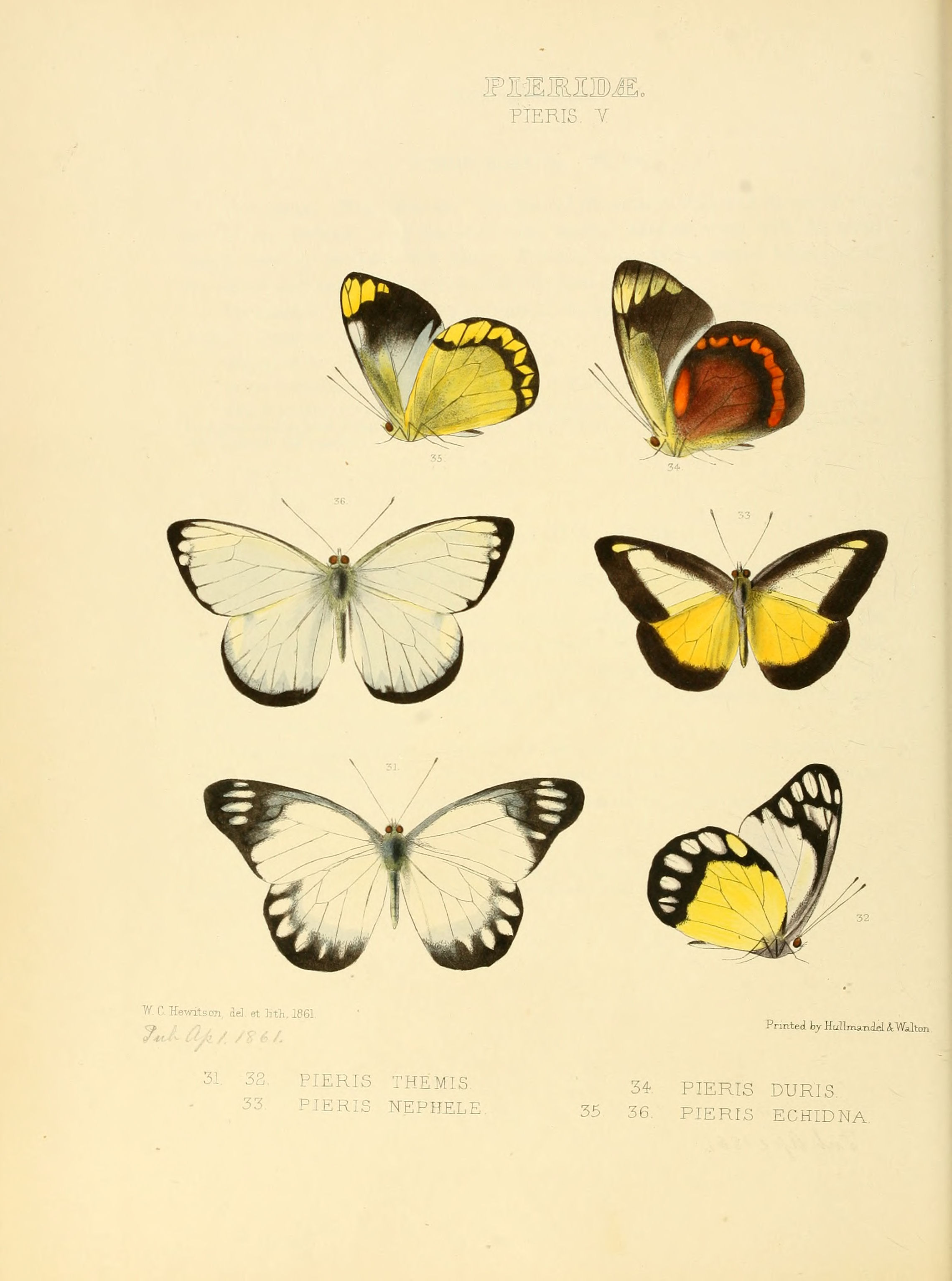